# Eudistoma vitreum
Eudistoma vitreum is een zakpijpensoort uit de familie van de Polycitoridae. De wetenschappelijke naam van de soort is voor het eerst geldig gepubliceerd in 1851 door Sars.